# Championnat du Bhoutan de football 2012-2013
Navigation
Saison suivante
La saison 2012-2013 du Championnat du Bhoutan de football est la première édition du championnat national de première division au Bhoutan. Après une phase de qualification régionale, les six meilleure équipes du pays, dont trois issues du district de la capitale, Thimphou, s'affrontent à deux reprises. 
C'est le Yeedzin Football Club qui remporte la compétition, après avoir terminé en tête du classement final, avec huit points d'avance sur le Druk Pol FC et neuf sur l'Ugyen Academy FC. C'est le tout premier titre de champion du Bhoutan de l'histoire du club.

## Les clubs participants
- District de Thimphou : 
  - Yeedzin Football Club
  - Drul Pol FC
  - Zimdra Football Club
- District de Punakha :
  - Ugyen Academy FC
- District de Samtse :
  - Samtse Football Club
- District de Chukha :
  - Phuentsholing FC

## Compétition

### A-Division
| Rang | Équipe                | Pts | J  | G | N | P | Bp | Bc | Diff |
| ---- | --------------------- | --- | -- | - | - | - | -- | -- | ---- |
| 1    | Drul Pol FC           | 25  | 10 | 8 | 1 | 1 | 50 | 7  | +43  |
| 2    | Zimdra Football Club  | 24  | 10 | 7 | 3 | 0 | 22 | 6  | +16  |
| 3    | Yeedzin Football Club | 20  | 10 | 6 | 2 | 2 | 54 | 9  | +45  |
| 4    | Dzongric FC           | 9   | 10 | 3 | 0 | 7 | 15 | 25 | -10  |
| 5    | Transport United      | 6   | 10 | 2 | 0 | 8 | 14 | 38 | -24  |
| 6    | Nangpa FC             | 3   | 10 | 1 | 0 | 9 | 5  | 75 | -70  |

|  | Participation à la Super League 2012-2013 |
|  | Relégation en B-Division                  |
|  | T : Tenant du titre                       |

### Super League
Le classement est établi sur le barème de points classique (victoire à 3 points, match nul à 1, défaite à 0).
| Rang | Équipe                | Pts | J  | G | N | P  | Bp | Bc | Diff |  | Résultats (▼ dom., ► ext.) | Yee | DPo | Ugy | Zim | Phu | Sam |
| ---- | --------------------- | --- | -- | - | - | -- | -- | -- | ---- |  | -------------------------- | --- | --- | --- | --- | --- | --- |
| 1    | Yeedzin Football Club | 26  | 10 | 8 | 2 | 0  | 23 | 5  | +18  |  | Yeedzin Football Club      |     | 2-1 | 1-1 | 4-0 | 2-0 | 3-1 |
| 2    | Drul Pol FC           | 18  | 10 | 6 | 0 | 4  | 25 | 20 | +5   |  | Drul Pol FC                | 0-2 |     | 2-1 | 2-3 | 4-3 | 5-1 |
| 3    | Ugyen Academy FC      | 17  | 10 | 5 | 2 | 3  | 22 | 15 | +7   |  | Ugyen Academy FC           | 0-2 | 1-3 |     | 5-3 | 1-1 | 8-1 |
| 4    | Zimdra Football Club  | 16  | 10 | 5 | 1 | 4  | 27 | 17 | +10  |  | Zimdra Football Club       | 1-1 | 5-1 | 0-1 |     | 6-0 | 4-0 |
| 5    | Phuentsholing FC      | 10  | 10 | 3 | 1 | 6  | 13 | 22 | -9   |  | Phuentsholing FC           | 1-2 | 1-2 | 1-2 | 3-2 |     | 2-1 |
| 6    | Samtse Football Club  | 0   | 10 | 0 | 0 | 10 | 6  | 37 | -31  |  | Samtse Football Club       | 0-4 | 1-5 | 1-2 | 0-3 | 0-1 |     |

|  | Qualification pour la Coupe du président de l'AFC 2013 |

## Bilan de la saison
| Championnat du Bhoutan de football 2012-2013 |                                   |
| Champion                                     | Yeedzin Football Club (1er titre) |
| Qualifications continentales                 |                                   |
| Coupe du président de l'AFC 2013             | Yeedzin Football Club             |
| Promotions et relégations                    |                                   |
| Promus en Super League                       | Aucun                             |
| Relégués                                     | Aucun                             |